# Синан (уезд)
Сина́н (кор. 신안군?, 新安郡?, Sinan-gun) — уезд в провинции Чолла-Намдо, Южная Корея.

## Города-побратимы
Синан является городом-побратимом следующих городов:
- Каннамгу, Республика Корея
- Мапхогу, Республика Корея
- Новонгу, Республика Корея
- Онджингун, Республика Корея
- Кёнсан, Республика Корея
- Дава, Китай